# Lucas Mondelo i García
Lucas Mondelo García (l'Hospitalet de Llobregat, 28 de juliol de 1967) és un entrenador de basquetbol català.
Va començar a dirigir equips hospitalencs com el Centre Catòlic l'Hospitalet, Club de Bàsquet l'Hospitalet, Associació Esportiva Centre-Sanfeliu, Santiago Apóstol, Bàsquet Femení l'Hospitalet i Universitari. Durant nou anys, 2012-2021 va dirigir la selecció espanyola de bàsquet amb la qual va guanyar tres medalles d'or i una de bronze als Campionats d'Europa, una medalla d'argent al Campionat del Món de 2014 i als Jocs Olímpics de Rio de Janeiro de 2016.
Amb la Selecció Espanyola sub-19 va aconseguir la medalla d'argent del mundial disputat a Tailàndia 2009. En aquella competició la selecció espanyola va derrotar la dels Estats Units 90-86. És l'única victòria d'Espanya en un partit oficial contra els EUA. Amb la selecció sub-20 va guanyar dues medalles europees; una d'argent el 2010 a Letònia i una d'or el 2011 a Sèrbia.

## Palmarès
Clubs
- 2 Eurolligues de bàsquet femenina: 2010-11, 2016-17
- 2 Supercopes d'Europa de bàsquet femenina: 2011-12, 2017-2018
- 1 Lliga espanyola de bàsquet femenina: 2010-11
- 1 Copa espanyola de bàsquet femenina: 2010-11
- 2 Supercopes espanyola de bàsquet femenina: 2010-11, 2011-12
- 3 Lligues xineses de bàsquet femenina: 2012-13, 2013-14, 2014-15
- 1 Copa Rússia 2017-18
- 2 Lligues japoneses de bàsquet femení. 2020-21, 2021-22

Selecció espanyola
- 1 medalla d'argent als Jocs Olímpics d'Estiu de 2016
- 1 medalla d'argent al Campionat del Món de bàsquet femení: 2014
- 1 medalla de bronze al Campionat del Món de bàsquet femení: 2018
- 3 medalles d'or al Campionat d'Europa de bàsquet femení: 2013, 2017, 2019
- 1 medalles de bronze al Campionat d'Europa de bàsquet femení: 2015